# Časlav Klonimirović
Časlav Klonimirović (srbsko Часлав Клонимировић, latinizirano: Časlav Klonimirović, srednjeveško grško Τζεέσθλαβος, latinizirano: Tzeésthlavos), sin Klonimirja in vnuk Strojimirja, je bil pravnuk Vlastimirja, prvega neodvisnega kneza Raške. Časlav je vladal kot veliki župan od okoli leta 933 do 950, * pred 896, † 860.  
Po smrti bolgarskega carja Simeona I. je Časlav s pomočjo Bizanca postal srbski veliki župan in reorganiziral Raško. Po Konstantinu VII. Porfirogenetu je Časlavova država obsegala današnjo zahodno Srbijo, vzhodno in osrednjo Bosno, severno Črno goro in vzhodno Hercegovino. Pod njegovo oblastjo je bila tudi Duklja, on sam pa je priznaval nadoblast bizantinskega cesarja. 
Časlav je padel v nenadnem nočnem napadu Madžarov, potem ko je pred tem premagal madžarskega princa Kiša. Z njegovo smrtjo je dinastija Vlastimirić izumrla.  
Po njegovi smrti je bila Srbija vključena v Bizantinsko cesarstvo, vendar se domneva, da so v njej še vedno vladali knezi (župani), čeprav njihova imena niso znana. Srbska neodvisnost je bila obnovljena šele pod Stefanom Vojislavom (vladal 1040–1052). 

## Sklic
1. ↑  Steven Runciman: A history of the First Bulgarian Empire, str. 185

| Časlav Klonimirović VlastimirovićiRojen: pred 896 Umrl: 960 |                            |                                                        |
| Vladarski nazivi                                            |                            |                                                        |
| Predhodnik: Zaharija Prvosavljević                          | veliki knez Raške 927 –960 | verjetno Tihomil, zanesljivo Štefan Vojislav leta 1018 |